# Пряников, Виссарион Семёнович
Пря́ников Виссарио́н Семёнович (13 декабря 1933, Салагаево, Янтиковский район, Чувашская АССР — 17 ноября 2020, Чебоксары) — советский и российский инженер-радиотехник; профессор, доктор технических наук. Почётный работник высшего профессионального образования Российской Федерации (2011).

## Биография
Родился 13 декабря 1933 года в деревне Салагаево, Янтиковского района, Чувашской Республики. В 1963 году окончил радиотехнический факультет Казанского авиационного института.
С 1950 — 1958 годов работал слесарем в городах Арзамас, Южно-Сахалинск, Канаш, с 1964 по 1966 года ассистентом, с 1966 по 1970 года— преподавателем, с 1970 по 1977 года — доцентом Ульяновского политехнического института и начальником отдела Московского НИИ радиосвязи с 1977 по 1994 года.
В Московском технологическом институте организовал и возглавил кафедру радиотехники.
С 1994 года в Чувашском государственном университете заведовал основанной им кафедрой радиотехники и радиотехнических систем (до 2015 г., затем профессор кафедры), с 2000 года одновременно являлся деканом факультета радиотехники и электроники. Автор 130 научных работ, в том числе монографии и четыре изобретения. Под его руководством подготовлено 8 кандидатских диссертаций.
Доктор технических наук. Диссертация: Прогнозирование отказов и показателей надежности полупроводниковых активных элементов в бортовых информационно-управляющих системах : диссертация … доктора технических наук : 05.13.05. — Чебоксары, 1996. — 272 с. : ил.

## Награды
- Заслуженный деятель науки Чувашской Республики
- Почётный работник высшего профессионального образования Российской Федерации (2011)
- Почётный гражданин Янтиковского района.

## Труды
- Пряников В. С. К вопросу прогнозирования надежности транзисторов. Изв. вузов. Радиоэлектроника, 1970, т. 13, No 1, с. 55—102.
- Прогнозирование отказов полупроводниковых приборов [Текст]. — Москва : Энергия, 1978. — 112 с. : ил.; 20 см.
- Пряников В. С. Усилители в бытовой радиовещательной литературе. Учебное пособие. МТИ, 1980.
- Усилители низкой частоты бытовой радиовещательной аппаратуры : Учеб. пособие по курсу «Основы теории усиления сигналов» / Пряников В. С., Хуртин Е. А. — М. : МТИ, 1981. — 93 с. : ил.; 20 см.
- Антенная решетка щелевых излучателей в многоволновом режиме приема [Текст] : [монография] / В. Н. Пичугин, В. С. Пряников, Ю. Е. Седельников ; М-во образования и науки Российской Федерации, Федеральное гос. бюджетное образовательное учреждение высш. проф. образования «Чувашский гос. ун-т им. И. Н. Ульянова». — Чебоксары : Изд-во Чувашского ун-та, 2013. — 115 с. : ил.; 21 см; ISBN 978-5-7677-1871-9
- Схемотехника аналоговых электронных устройств : Учеб. пособие / В. С. Пряников; М-во образования Рос. Федерации. Чуваш. гос. ун-т им. И. Н. Ульянова. — 2. изд., доп. — Чебоксары : Изд-во Чуваш. ун-та, 2001. — 200 с. : ил.; 20 см; ISBN 5-7677-0464-3
- История технической науки [Текст] : учебное пособие / В. С. Пряников ; М-во образования и науки Российской Федерации, Федеральное гос. бюджетное образовательное учреждение высш. проф. образования «Чувашский гос. ун-т им. И. Н. Ульянова». — Чебоксары : Изд-во Чувашского ун-та, 2012. — 91, [1] с.; 20 см; ISBN 978-5-7677-1694-4
- Схемотехника аналоговых электронных устройств [Текст] : курс лекций / В. С. Пряников ; М-во образования и науки Российской Федерации,Федеральное агентство по образованию, Федеральное гос. образовательное учреждение высш. проф. образования «Чувашский гос. ун-т им. И. Н. Ульянова». — Чебоксары : Изд-во Чувашского ун-та, 2010. — 193 с. : ил.; 20 см.
- Схемотехника аналоговых электронных устройств [Текст] : учебное пособие / А. А. Потапов, В. С. Пряников ; М-во образования и науки Российской Федерации, Федеральное гос. бюджетное образовательное учреждение высш. образования «Чувашский гос. ун-т им. И. Н. Ульянова». — Чебоксары : Изд-во Чувашского ун-та, 2016. — 187, [1] с. : ил.; 20 см; ISBN 978-5-7677-2254-9